# Memorias de un solterón
Memorias de un solterón es una novela escrita por Emilia Pardo Bazán y publicada en 1896. Pertenece a una nueva etapa que los críticos diferencian de sus novelas más claramente naturalistas. En su madurez, la autora idea un plan metanovelístico similar al que Balzac, Zola o Galdós llevaron a la práctica. En su caso, las novelas se centran en las relaciones entre hombres y mujeres y la institución que las regula: el matrimonio. A través de los personajes femeninos de Memorias de un solterón (que forma un díptico con Doña Milagros), doña Emilia expresa sus ideas sobre la situación de la mujer en su época, centrándose en la problemática de las jóvenes de clase media.

## Argumento
La novela presenta dos líneas argumentales interconectadas entre sí: por un lado, la de Benicio Neira, el padre de familia numerosa que lucha por ofrecerles a sus vástagos una posición social; por otro, la del narrador, Mauro Pareja, que inicia el relato con la aparente intención de desmentir las opiniones que se tienen de él. Estas dos líneas se entrecruzan en la amistad que estos dos personajes se profesan y, finalmente, en la historia de amor que nace entre Mauro Pareja y Feíta, una de las hijas de Neira.

## Personajes
- Mauro Pareja, el solterón al que hace referencia el título y narrador de la novela, se describe a sí mismo en los primeros cuatro capítulos con cierta complacencia: con treinta y cinco años cumplidos, es arquitecto de profesión y cuenta con el capital necesario para vivir cómodamente; de físico agraciado y adepto a la moda. Asegura que el principio rector de su vida es un cierto egoísmo que, sin hacer mal a nadie, le evite todo tipo de problemas, por lo cual evita involucrarse emocionalmente con los demás. Sin embargo, al desarrollarse la acción, descubrimos que Pareja no es tan pragmático y materialista como quiere parecer, pues se involucra activamente en las desgracias de la familia Neira y termina confesando su amor por Feíta.[1]

- Feíta, séptima hija de Benicio Neira, es descrita en la novela como extravagante, extraordinaria y ridícula. Su extravagancia no es otra que el deseo de ser independiente económicamente, dándose al estudio y a la lectura con la intención de llegar a aprender una profesión, sin tener que depender de un marido. Hace ascos a las modas femeninas y más parece un muchachillo que una joven de clase media, y proclama sin pudor que pretende quedarse para vestir santos.[1]

- Rosa, hermana mayor de Feíta e hija de Benicio Neira es, en el momento de inicio de la novela, la mayor de las hijas casaderas y la encargada del gobierno de la casa; tarea que desempeña con la mayor ineptitud, puesto que su mayor interés es probarse trapitos y vestidos, gastándose en ellos el dinero que su padre no tiene. Para financiar estas compras, no duda en iniciar una relación con Baltasar Sobrado, vendiendo su honra por vestidos.[1][2]

- María Ramona, llamada en familia Argos divina por su parecido con la efigie de Nuestra Señora de los Ojos Grandes, presenta un temperamento exaltado que le lleva de un período de exacerbado misticismo (narrado en la otra novela de la serie, Doña Milagros) a otro de apasionado amor por el músico León Cabello. Su posterior aventura con el gobernador Luis Mejía es denunciada por su hermana Rosa, lo que conlleva el desenlace de la novela, cuando su padre mata a Mejía en duelo para salvaguardar el honor de su hija.[1]

## Espacio y tiempo
Toda la historia que narra la novela transcurre en la ficticia ciudad de Marineda de Cantabria (Vº en cap. 3) que, como es bien sabido, encubre la ciudad natal de la escritora, La Coruña. De esta manera, teniendo en cuenta las modificaciones urbanísticas a las que se alude en el texto, se puede situar el tiempo de la acción con posterioridad a 1885. Sin embargo, la indeterminación temporal es una de las características de la novela. No está claro tampoco cuánto tiempo ha transcurrido entre los hechos que se narran en Doña Milagros y el inicio de Memorias de un solterón.

## Temas

### La cuestión femenina
El debate de la libertad honrada para las señoritas estaba muy en boga en aquella época: se discutía sobre la conveniencia (social y moral) de que las jóvenes de clase media y alta se independizaran del papel exclusivamente casero en el que habían vivido durante siglos. Emilia Pardo Bazán quiere demostrar su tesis en esta novela, una tesis de un feminismo edulcorado, rompedor en cuanto a los aspectos más superficiales de las costumbres sociales de la época pero no rompedor, en absoluto, del porqué de esas costumbres, esto es, de los aspectos morales y religiosos. Hay que recordar que doña Emilia, a pesar de sus ideas innovadoras en lo literario, nunca dejó de ser una mujer conservadora de clase alta, ferviente católica y miembro integrado de la sociedad de su época. Por eso crea en Feíta un personaje sin ninguna de las tachas que se encontraban en las feministas de la época, a saber, su dudoso sentido de la moral y, sobre todo, de la moral sexual. Y también por eso, junto a esta protagonista, Feíta, Pardo Bazán crea otros personajes que, sin salir de los moldes tradicionales, pierden su honra, según expresión de la época, mientras que Feíta se mantiene intachable. La tesis de la novela parece ser que Feíta alcanza la felicidad y mantiene su honra, precisamente, por su rechazo de los roles femeninos tradicionales.

### El matrimonio
En más de una ocasión Emilia Pardo Bazán articuló su rechazo de los papeles de género que se consideraban inherentes para los hombres y mujeres de finales del siglo XIX. En esta novela, revela sus ideas a través de su enfoque en el protagonista de género ambiguo, el soltero Mauro Pareja, y sus esfuerzos por definirse según las normas heterosexuales y burguesas de su época. Al inicio de la novela, parece que la autora hace una crítica abierta a la institución burguesa del matrimonio. La decisión de don Mauro de rechazar a las mujeres se basa en su idea de que, dada la presión social que existe sobre ellas para casarse, uno nunca puede estar seguro de que la mujer que ama lo acepte por igualdad de sentimientos y no por miedo a quedarse soltera. Pero, precisamente por estas consideraciones, la nueva mujer que Feíta representa se convierte en su esposa ideal, pues ella nunca ha perseguido el matrimonio como fin último de su vida. De hecho, el verdadero objetivo de la novela es mostrar cómo una mujer realizada, con un objetivo profesional en la vida, que rechaza el rol femenino tradicional, puede ser una perfecta esposa. Esta perspectiva no es tan revolucionaria en sí como el papel que ha de desempeñar Mauro en esa relación, aceptando a Feíta como su igual en todo y no intentando someterla. Se trata de uno de los primeros matrimonios igualitarios descritos en la literatura española.

## Publicación y acogida
Memorias de un solterón se publicó entre enero y mayo de 1896 en La España Moderna, revista literaria dirigida por Lázaro Galdiano y en la que Emilia Pardo Bazán colaboraba de forma habitual. En su época, la novela tuvo escaso eco, y apenas fue reseñada en los periódicos tras su publicación. De hecho, hasta 1911 no fue reeditada en formato libro en España. Es posible que su componente feminista fuese en contra de su popularidad. Sin embargo, resulta notable que, pese a su escasa repercusión entre el público español, tanto esta como Doña Milagros fuesen rápidamente traducidas al francés, inglés, alemán e italiano, tal vez por la mejor aceptación que estos países tenían de los postulados feministas.